# Dactylocythere guyandottae
Dactylocythere guyandottae är en kräftdjursart som beskrevs av Hobbs och Peters 1991. Dactylocythere guyandottae ingår i släktet Dactylocythere och familjen Entocytheridae. Inga underarter finns listade i Catalogue of Life.